# Carapoia paraguaensis
Carapoia paraguaensis är en spindelart som beskrevs av González-Sponga 1998. Carapoia paraguaensis ingår i släktet Carapoia och familjen dallerspindlar. Inga underarter finns listade.